# Ngawang Künga Thegchen Pälbar
Ngawang Künga (Thegchen Palbar) (Tsedong (Shigatse), 7 september 1945) is sinds 1951 de eenenveertigste sakya trizin, de hoogste geestelijk leider van de sakyatraditie in het Tibetaans boeddhisme.
Hij begon met boeddhistische studie vanaf zijn vijfde en op zijn zevende slaagde hij voor het examen over de trantraleer Hevajra in het klooster Sakya. Op zijn achtste ontving hij de boeddhistische initiatie van Amitabha.
Tijdens een pelgrimage naar Lhasa in 1952 werd hij geïnstalleerd als troonhouder van de sakyatraditie; formeel beklad hij deze positie vanaf het jaar 1959.
In 1962, op een leeftijd van 17 jaar, ontving hij zijn eerste Hevajra-initiatie in Kalimpong in India. Deze initiatie komt overeen met de zes yoga's van Naropa.
Hij trouwde in 1974 met Dagmo Tashi Lhakyet en met haar kreeg hij hetzelfde jaar een zoon en opvolger voor de sakyatraditie, Ratna Vajra. Hun tweede zoon, Gyana Vajra, werd geboren in 1979.